# Karin Powser

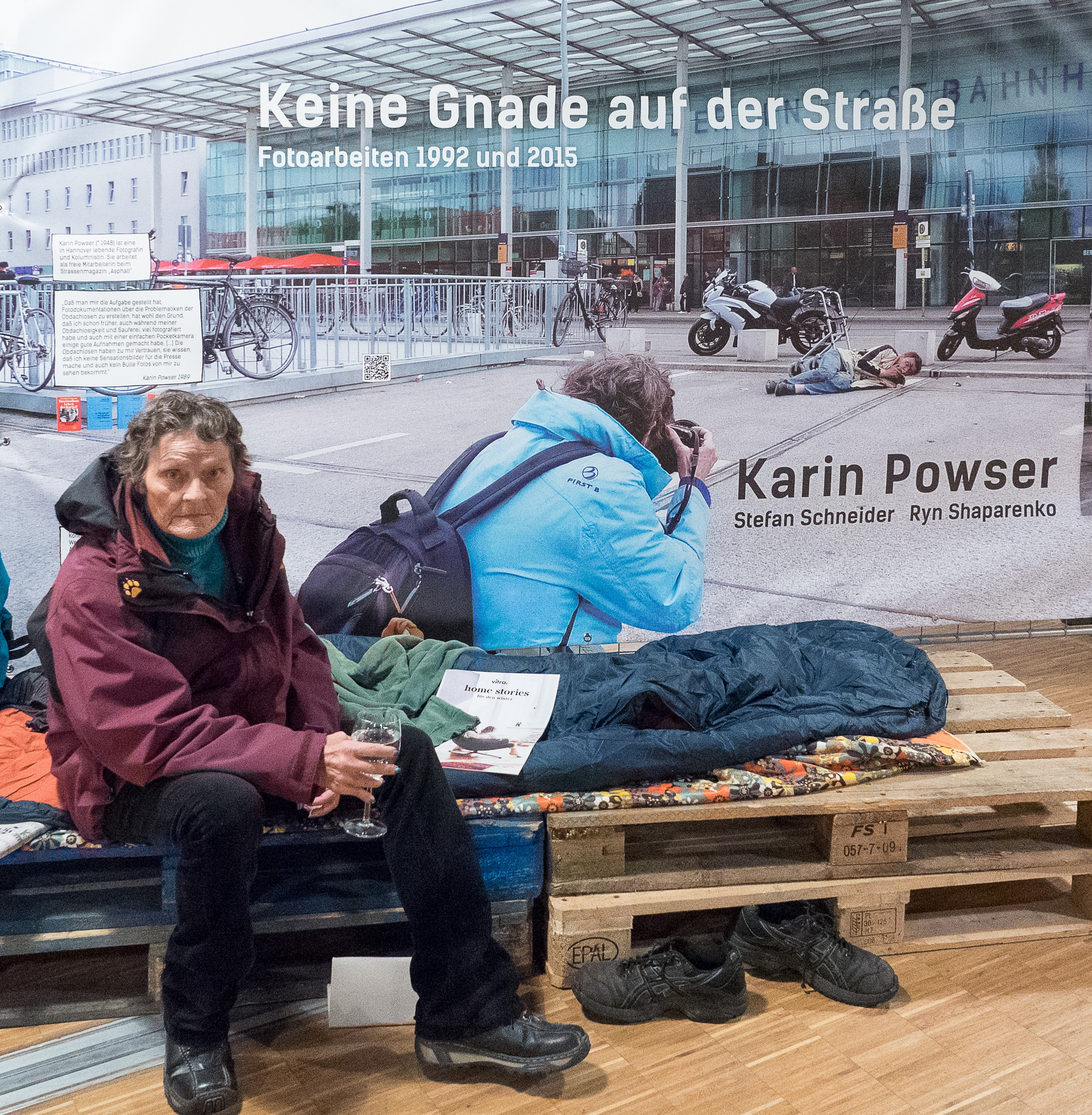
Karin Powser vor ihrer Ausstellung „Keine Gnade auf der Straße“ 2015 in Berlin

Karin Powser (* 19. Juli 1948 - 2., 3. oder 4. Mai 2024) war eine deutsche Fotografin, die in Hannover lebte.

## Leben
Im Zeitraum von 1971 bis 1984 war Karin Powser wohnungslos und lebte auf der Straße. Seit 1984 hatte sie wieder eine Wohnung in Hannover. Sie war ehrenamtliche Mitarbeiterin im Kontaktladen „Mecki“ seit dessen Gründung im April 1985. Der „Mecki“ ist eine Anlaufstelle für Wohnungslose in der unterirdischen Fußgängerzone Niki-de-Saint-Phalle-Promenade unter dem Hauptbahnhof Hannover, stundenweise geöffnet an einigen Vormittagen in der Woche. 1986 begann sie wieder zu fotografieren.

„Daß man mir die Aufgabe gestellt hat, Fotodokumentationen über die Problematiken der Obdachlosen zu erstellen, hat wohl den Grund, daß ich schon früher, auch während meiner Obdachlosigkeit und Sauferei, viel fotografiert habe und auch mit einer einfachen Pocketkamera einige gute Aufnahmen gemacht habe. […] Die Obdachlosen haben zu mir Vertrauen, sie wissen, daß ich keine Sensationsbilder für die Presse mache und auch kein Bulle Fotos von mir zu sehen bekommt.“

Powser war eine von sieben Frauen, die vom 19. bis 22. Juni 1991 im Hans-Hergot-Turm in Uelzen an dem von Werner Seitschek organisierten Kongress der Kunden, Berber, Obdach- und Besitzlosen teilnahmen. Sie war Mitbegründerin und freiberufliche Fotografin der 1994 erstmals erschienenen Straßenzeitung Asphalt-Magazin.

## Werke / Ausstellungen
In den Jahren zwischen 1987 und 1993 entstanden insgesamt vier Bände innerhalb der von Hannes Kiebel herausgegebenen Reihe Texte Drinnen & Draußen .
Eine ihrer Arbeiten Wohnkomfort im neuen Stil war Teil der Ausstellung „Armut – Perspektiven in Kunst und Gesellschaft“ der DFG in Trier.
2014 waren Arbeiten von Karin Powser im Württembergischen Kunstverein im Rahmen einer Ausstellung „Kunst im Kontext von Wohnungslosigkeit“ zu sehen.
Auf der Bundestagung 2015 der Bundesarbeitsgemeinschaft Wohnungslosenhilfe in Berlin wurde am 9. November 2015 um 12:00 Uhr ihre Ausstellung Keine Gnade auf der Straße. Fotoarbeiten 1992 und 2015 eröffnet und für den Zeitraum der Tagung gezeigt. Die Ausstellung ist als Wanderausstellung konzipiert.

## Auszeichnungen
2008 wurde Karin Powser in der Kategorie „Bestes Foto“ mit dem International Street Paper Award ausgezeichnet. 2022 erhielt sie das Bundesverdienstkreuz am Bande des Verdienstordens der Bundesrepublik Deutschland.

## Sonstiges

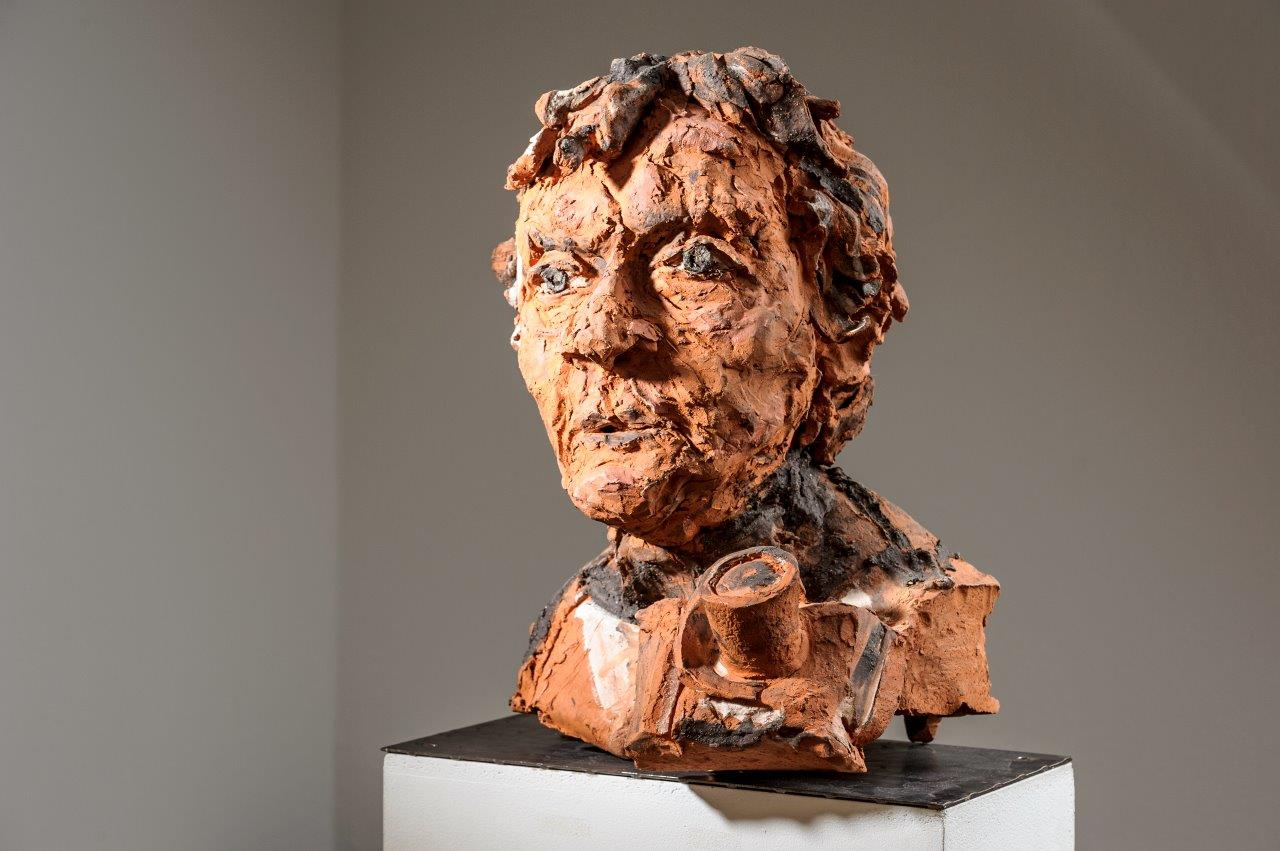
Büste Karin Powser von Harald Birk (2005)

Der Künstler Harald Birck (* 1960) fertigte im Rahmen seines Projektes Auf Augenhöhe im Auftrag des Evangelischen Fachverbandes Wohnen und Existenzsicherung EFWE e.V. aus Hannover eine Büste von Karin Powser an. Sie wurde 2005 auf dem 75. Fürsorgetag des Deutschen Vereins für öffentliche und private Fürsorge erstmals öffentlich gezeigt. Die Skulptur steht heute im Lüneburger Büro der Zentralen Beratungsstelle Niedersachsen in Lüneburg.

## Werke
- Keine Gnade auf der Straße: Fotoarbeiten von Karin Powser 1992 und 2015. Hannover 2016, ISBN 978-3000538711
- Mit Thomas Kurek: Lebensorte: Photographien, 2001
- Obdachlos – keine Gnade auf der Straße. Fotografien. Texte Drinnen & Draußen, Heft 6, 1993. Hrsg.: Hannes Kiebel.
- Alt und arm – vom Leben und überleben auf der Straße. Fotografien, 1991. Texte Drinnen & Draußen, Hrsg.: Hannes Kiebel.
- Frauen auf der Straße. Texte und Fotos 1989, Texte Drinnen & Draußen, Hrsg.: Hannes Kiebel.
- In Hannover: auf Straßen und Plätzen. Gedanken und Fotos, 1987, Texte Drinnen & Draußen, Hrsg.: Hannes Kiebel.